# Monophyllaea glauca
Monophyllaea glauca är en tvåhjärtbladig växtart som beskrevs av Charles Baron Clarke. Monophyllaea glauca ingår i släktet Monophyllaea och familjen Gesneriaceae.

## Underarter
Arten delas in i följande underarter:
- M. g. beccarii
- M. g. boraginea
- M. g. glauca
- M. g. hirta
- M. g. versipes